# Tulipa montana
Tulipa montana är en liljeväxtart som beskrevs av John Lindley. Tulipa montana ingår i släktet tulpaner, och familjen liljeväxter. Inga underarter finns listade.

## Bildgalleri

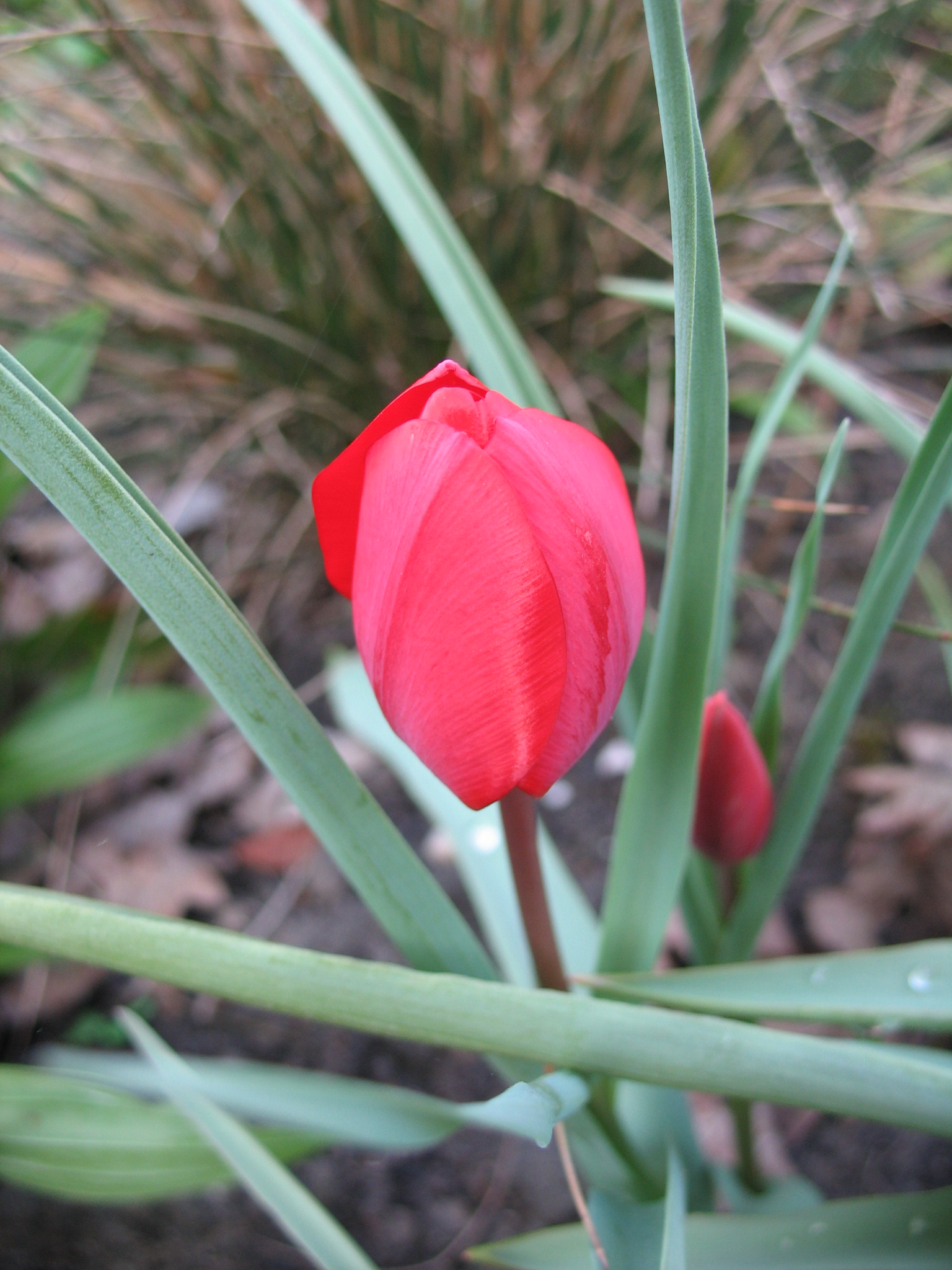
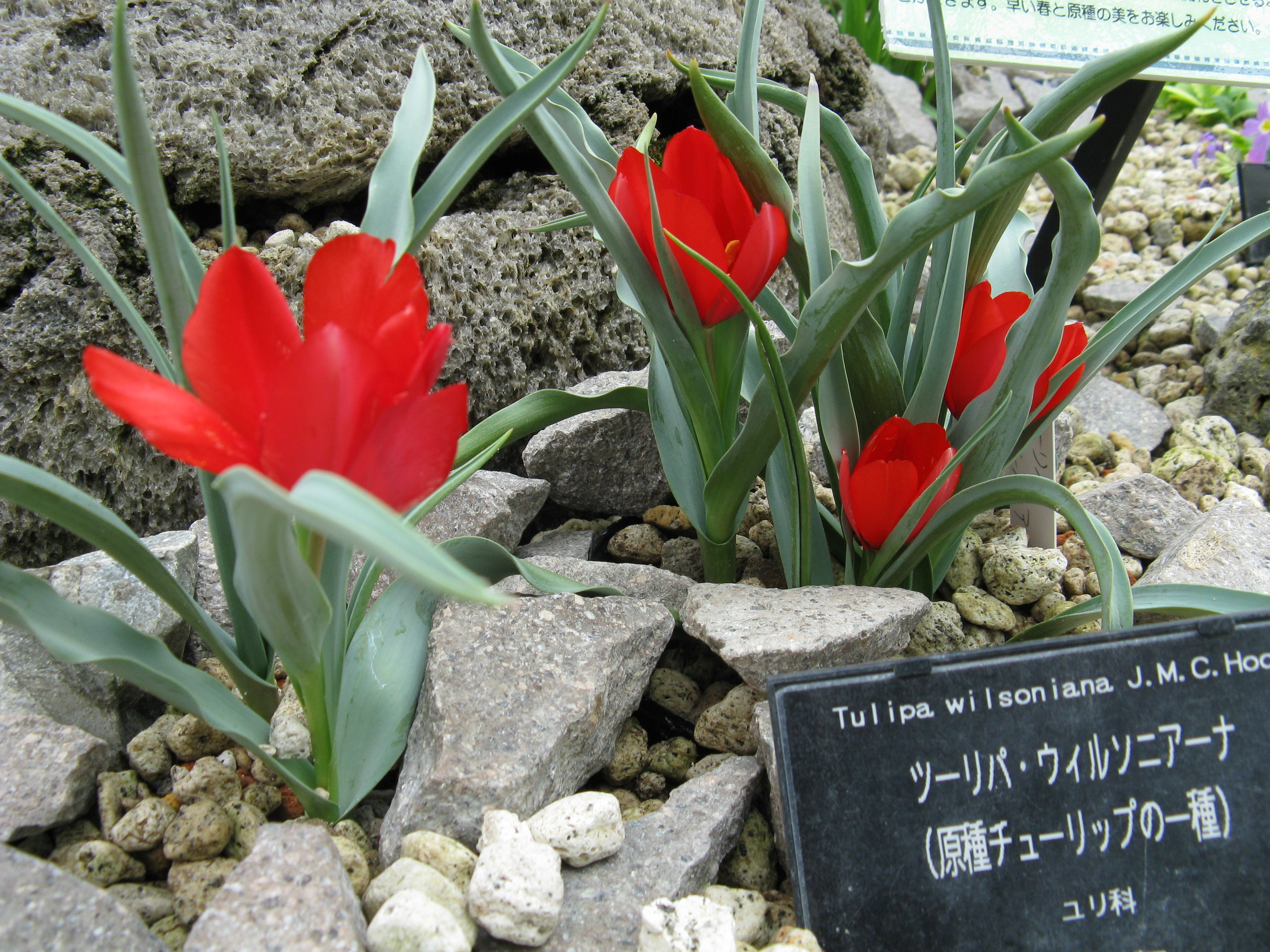